# Dubiaranea procera
Dubiaranea procera là một loài nhện trong họ Linyphiidae. Loài này được phát hiện ở Peru.